# Kineska mitologija

## Mit o stvaranju svijeta
Na početku je postojalo samo jedno veliko crno jaje. U jajetu je bio kaos, pomiješani jin i jang, nebo i zemlja. A unutar jajeta nalazilo se i prvo živo biće - Pangu. Poslije 18 000 godina jaje se raspuklo. Teži elementi su pali dolje i stvorili zemlju, a lakši nebo. Između njih je ostao Pan-gu. Kako se bojao kako će se nebo i zemlja opet sjediniti, rukama je držao nebo a nogama podupirao zemlju. Pan-gu je svaki dan rastao baš onoliko koliko se zemlja odvojila od neba. Kada je umro od njegovih očiju nastali su Sunce i Mjesec, od mesa zemlja i polja;od udova planine, od kose biljke, od krvi rijeke, od vena putevi; od kostiju stijenje: od njegovog daha nastao je vjetar, a od glasa grom. Od buha u njegovoj kosi nastali su ljudi.
Druge informacije govore, da je Pan-gu stvorio ljude puno prije svoje smrti, a odlučio je umrijeti tek onda kada ih je naučio svemu što zna. Zapravo, nikad nije potvrđeno  je li je umro ili se izgubio.
Drugo što valja spomenuti je da je ovaj isti Pan-gu za sobom uvijek vodio svoja četiri pomagača; feniksa, jednoroga, kornjaču i zmaja, koji su i dan danas svete životinje Kine te koje su prema kineskom vjerovanju nastavile s djelovanjem usprkos Pan-guevoj smrti ili nestanku.